# Siegfriedia darwinioides
Siegfriedia darwinioides là một loài thực vật có hoa trong họ Táo. Cả tên chi Siegfriedia và tên loài đều được Gardner công bố năm 1931 tại trang 76 sách Enumeratio plantarum Australiae occidentalis. A systematic census of the plants occurring in Western Australia, nhưng chỉ có tên gọi và không kèm theo mô tả; tới năm 1933 ông mới bổ sung mô tả chi tiết.

## Phân bố
Loài đặc hữu khu vực tây tây nam Tây Úc.